# Hyperaeschra chi
Hyperaeschra chi är en fjärilsart som beskrevs av Bang-haas 1927. Hyperaeschra chi ingår i släktet Hyperaeschra och familjen tandspinnare. Inga underarter finns listade i Catalogue of Life.